# (608) Adolfine
(608) Adolfine est un astéroïde de la ceinture principale découvert par August Kopff (1882 – 1960) le 18 septembre 1906.
Il a été ainsi baptisé, comme (607) Jenny, en hommage à Jenny Adolfine Kessler, une amie du découvreur.